# Franz Emch

Franz Emch (1971)

Franz Emch (* 3. Oktober 1924 in Feldbrunnen-St. Niklaus; † 16. Juli 2000 in Affoltern am Albis; heimatberechtigt in Mühledorf SO) war ein Schweizer Agrarwissenschaftler und Hochschullehrer.

## Leben
Franz Emch, Sohn des Landwirts Franz und der Marie, geborene Schreiber absolvierte bis 1947 ein Agronomiestudium an der ETH Zürich. 1954 heiratete er Doris Bollinger, Tochter des Buchdruckers Ernst.

## Schaffen
Nach Abschluss seines Studiums war Emch Betriebsassistent bzw. -leiter einer Orangen- und Gemüsefarm in Marokko. Darauf folgte eine Anstellung als wissenschaftlicher Mitarbeiter am Milchtechnischen Institut der ETH Zürich. Zwischen 1952 und 1963 lehrte Emch an der Schweizerischen Obst- und Weinfachschule in Wädenswil. Im Jahre 1961 erlangte er den Doktortitel (Dr. sc. techn.).
Anschliessend, von 1963 bis 1965, war er als Oberassistent am Milchtechnischen Institut tätig. Zwischen 1965 und 1972 war Emch ausserordentlicher und von 1972 bis 1990 ordentlicher Professor für Verfahrenstechnik der Lebensmittelbereitung an der ETH Zürich. Er war am Aufbau eines neuen Labors mit den Schwerpunkten Extraktion von Lebensmitteln mit Warmwasser und Entwicklung von Messtechniken für Energieerhebungen, Prozessführung und klimatechnischer Zustände in Lebensmittel-Grosslagern mit Computern beteiligt. Emch forschte vor allem in den Bereichen Energieprobleme, Trocknung, Sterilisation von Trockenprodukten sowie aseptische Lebensmittelverpackung unter Einsatz von Sattdampf. Des Weiteren war er von 1974 bis 1900 Präsident der Kreditkommission für die Milchwirtschaft.